# Washington Phillips
Washington Phillips (Texas, 11 januari 1880 - Teague, Texas, 20 september 1954) was een gospelzanger, die eind jaren '20 16 nummers op het Columbia-label heeft opgenomen. Zijn nummers zijn opgenomen tussen 1927 en 1929. Phillips begeleidt zichzelf op de celestaphone. Van het instrument wordt gezegd dat het door Phillips zelf aangepast is.

## Lijst van opnames
- Lift Him Up That's All
- Paul And Silas In Jail
- Mother's Last Word To Her Son
- The Church Needs Good Deacons
- Jesus Is My Friend
- A Mother's Last Word To Her Daughter
- I Had A Good Father And Mother
- I Am Born To Preach The Gospel
- Take Your Burden To The Lord And Leave It There
- Denomination Blues – Part 1
- Denomination Blues – Part 2
- What Are They Doing In Heaven Today
- I've Got The Key To The Kingdom
- Train Your Child
- You Can't Stop A Tattler – Part 1
- You Can't Stop A Tattler – Part 2

## Nummers van Phillips diegecoverdzijn
- Ry Cooder coverde de nummers "Denomination Blues" en "Tattler".
- "Denomination Blues" is ook gecoverd door 2nd Chapter of Acts met Barry McGuire, en door The 77s.
- Will Oldham coverde het nummer "I Had a Good Father and Mother" op het Palace Brothers album There is No-One What Will Take Care of You. Gillian Welch heeft dit nummer ook gecoverd.
- The Be Good Tanyas coverde "What are They Doing in Heaven Today".
- "What Are They Doing in Heaven Today" werd gebruikt in de film Elizabethtown.
- Phish heeft het nummer "Paul and Silas in Jail" 78 keer live gespeeld.
- Ralph Stanley heeft het nummer "Lift him up that's all" gecoverd.
- Djurre de Haan, ook bekend als awkward i, heeft het nummer Mother´s last words to her son gecoverd voor 3VOOR12 (VPRO) en voor De Wereld Draait Door (VARA).